# Tetragonidiales
Ordre
Les Tetragonidiales sont un ordre d'algues de l'embranchement des Cryptista, et de la classe Cryptophyceae.

## Liste des familles
Selon AlgaeBase (5 septembre 2022) :
- Tetragonidiaceae Bourrelly ex P.C.Silva

## Systématique
Le nom correct complet (avec auteur) de ce taxon est Tetragonidiales Kristiansen, 1992.